# Уармей (провинция)
Уармей (исп. Provincia de Huarmey, кечуа Warmiy pruwinsya) — одна из 20 провинций перуанского региона Анкаш. Площадь составляет 3 909,08 км². Население по данным на 2007 год — 27 820 человек. Плотность населения — 7,13 чел/км². Столица — одноимённый город.

## География
Расположена в юго-западной части региона, граничит с провинциями: Касма (на севере), Уарас и Аиха (на северо-востоке), Рекуай и Болоньеси (на востоке), а также с регионом Лима (на юге).
На западе омывается водами Тихого океана.

## Административное деление
В административном отношении делится на 5 районов:
- Уармей
- Кочапети
- Кулебрас
- Уайан
- Малвас